# 1267年
| 千纪： | 2千纪 |
| 世纪： | 12世纪 \| 13世纪 \| 14世纪                                                                                 |
| 年代： | 1230年代 \| 1240年代 \| 1250年代 \| 1260年代 \| 1270年代 \| 1280年代 \| 1290年代                           |
| 年份： | 1262年 \| 1263年 \| 1264年 \| 1265年 \| 1266年 \| 1267年 \| 1268年 \| 1269年 \| 1270年 \| 1271年 \| 1272年 |
| 纪年： | 丁卯年（兔年）；蒙古至元四年；南宋咸淳三年；越南紹隆十年；日本文永四年                                     |

## 大事记
- 中国
  - <元史>春正月乙巳，百濟遣其臣梁浩來朝，賜以錦繡有差。（公元660年百济被新罗和唐朝的联军灭亡，此处提到的应该是另一个叫“百济”的政权，1267年派使者觐见元世祖忽必烈）
  - 2月25日——至元四年正月三十日，忽必烈由上都遷都到中都，北京直到1368年都是元朝的首都，將上都作为陪都。
  - 賈似道進為太師，平章軍國重事。